# Kake (Alaska)
Pour les articles homonymes, voir Kake.
Kake est une localité d'Alaska aux États-Unis dans la région de recensement de Wrangell-Petersburg dont la population était de 579 habitants en 2011.

## Situation - climat
Elle est située sur la côte nord-est de l'île Kupreanof, à 61 km par voie aérienne de Petersburg et à 153 km au sud-ouest de Juneau.
Les températures vont de −3 °C à 6 °C en janvier et de 7 °C à 17 °C en juillet.

## Histoire
Historiquement, la tribu Kake, qui fait partie du peuple Tlingit, contrôlait les routes de commerce autour de l'île Kuiu et de l'île Kupreanof, défendant leur territoire contre les autres tribus de la région. Avec l'arrivée des européens, explorateurs et commerçants, de nombreuses escarmouches eurent lieu entre les nouveaux arrivants et les autochtones jusqu'à un affrontement, en 1869 qui alla jusqu'à la mort, en représailles, de deux prospecteurs, à la suite du meurtre d'un indigène. L'U.S. Navy envoya alors l'USS Saginaw pour punir les Kakes, en détruisant leur village, leurs bateaux et leurs provisions. Le peuple Kake survécut, mais il a été obligé de se disperser et de vivre avec d'autres tribus.
Toutefois, en 1891, ils se regroupèrent à l'emplacement du village actuel ; une école et un magasin de fournitures furent construits, tandis qu'une mission religieuse s'y établissait. La poste a ouvert en 1904.

## Démographie
| 1880 | 1910 | 1920 | 1930 | 1940 | 1950 |
| ---- | ---- | ---- | ---- | ---- | ---- |
| 261  | 232  | 387  | 386  | 419  | 376  |

| 1960 | 1970 | 1980 | 1990 | 2000 | 2010 |
| ---- | ---- | ---- | ---- | ---- | ---- |
| 455  | 448  | 555  | 700  | 710  | 557  |

## Activités
Au début du XXe siècle, Kake devint le premier village d'Alaska à s'organiser selon la loi fédérale. En 1912, la première conserverie de poisson a été construite mais après la Seconde Guerre mondiale, c'est l'industrie du bois qui prédomine dans la localité.
Kake est accessible par mer et par bateau depuis Juneau ou Sitka. Les ferries s'y arrêtent aussi. Toutefois, à part les routes qui sont ouvertes tout autour de la localité, il n'y a pas de possibilité de rejoindre les autres communautés par voie de terre.

## Sources et références
- (en) CIS

- (en) Cet article est partiellement ou en totalité issu de l’article de Wikipédia en anglais intitulé « Kake, Alaska » (voir la liste des auteurs).

1. ↑  « Statistiques des États-Unis - Alaska - Profils des communautés de 2010 » (consulté en novembre 2020)